# Harry Nyquist
Harry Nyquist (Nilsby (Zweden), 7 februari 1889 – Harlingen (Texas), 4 april 1976) was een Amerikaanse elektrotechnicus van Zweedse afkomst die van groot belang is geweest voor de ontwikkeling van de informatietheorie. Hij heeft belangrijk werk verricht op het terrein van onder andere thermische ruis en het digitaliseren van signalen (het bemonsteringstheorema van Nyquist-Shannon) (zie ook ADC).
Harry Nyquist werd geboren in Nilsby in Zweden, en emigreerde rond zijn 18e naar de Verenigde Staten. Daar behaalde hij tussen 1912 en 1915 aan de  Universiteit van North Dakota een BSc en een MSc in de elektrotechniek, en promoveerde hij in 1917 aan Yale University.  Daarna werkte hij tot 1934 bij AT&T. In die tijd werkte hij aan telegrafie en de voorloper van de fax. In deze periode kwam hij tot zijn stelling dat een signaal met tweemaal de maximale frequentie bemonsterd moet worden om geen informatieverlies te krijgen.
In 1934 wisselde Nyquist van baan en ging bij Bell Laboratories werken. Daar deed hij onderzoek aan thermische ruis ("Johnson-Nyquist ruis") en aan stabiliteitscriteria van teruggekoppelde versterkers, het "Nyquist-criterium". Zijn onderzoek aan de voor het verzenden van informatie benodigde bandbreedte legde de fundamenten voor het latere werk van Claude Shannon dat culmineerde in het ontstaan van de informatietheorie. Nyquist verliet Bell Labs in 1954, waarna hij nog geruime tijd parttime als consultant voor onder andere het ministerie van defensie werkte.  
In 1960 ontving Nyquist de IRE (nu IEEE) IEEE Medal of Honor "Voor fundamentele bijdragen aan een kwantitatieve beschrijving van thermische ruis, data transmissie en negatieve terugkoppeling". Harry Nyquist stierf op 87-jarige leeftijd in Harlingen (Texas).